# Machaerodes carinatus
Machaerodes carinatus är en skalbaggsart som först beskrevs av Brendel 1865.  Machaerodes carinatus ingår i släktet Machaerodes och familjen kortvingar. Inga underarter finns listade i Catalogue of Life.